# Tharpyna indica
Tharpyna indica är en spindelart som beskrevs av Benoy Krishna Tikader och Biswas 1979. Tharpyna indica ingår i släktet Tharpyna och familjen krabbspindlar. Inga underarter finns listade i Catalogue of Life.